# Яматоїт
Яматоїт (рос. яматоит; англ. yamatoite; нім. Yamatoit m) — мінерал, манґановий голдманіт.
Названий за місцем першознахідки (T.Joshimura, H.Momoi, 1964).

## Опис
Хімічна формула: (Ca, Mn)3 (V, Al)2[SiO4]3. Проміжний член ряду Ca3V2[SiO4] — Mn3V2[SiO4]3.
Містить у % (з родов. Ямато, Японія): CaO — 19,28; MnO — 15,92; V2O3 — 24,90; Al2O3 — 11,96; SiO2 — 37,76. Домішки: Fe2O3, Na2O, TiO2, MgO, K2O, H2O.

## Розповсюдження
Знайдений разом з родонітом, росколітом, альбітом, родохрозитом, кварцом в родовищі Ямато (префект. Катосіма, Японія).